# Железнодорожный транспорт в Гайане
Железнодорожный транспорт в Гайане
Длина железных дорог в Гайане на 2005 год составляла 187 км, из них 139 км имеют ширину колеи 1435 мм, а 48 км — 914 мм. Железнодорожная сеть страны изолирована от соседних государств. В локомотивном парке — тепловозы.
Государственная железнодорожная компания Guyana Government Railways.
Основные перевозимые грузы — глинозём, бокситы, продукция сельского хозяйства.
Железные дороги имеют слабое верхнее строение, масса 1 метра рельс 45, 34,7, 30 кг, используются деревянные шпалы.

## История
Первая железнодорожная линия была построена в 1848 году, это была первая железнодорожная линия в Южной Америке. Открыта линия была 3 ноября 1848 года, в день открытия под колёсами паровоза погиб один из директоров. Дорога связала города Джорджтаун, Демерара, Росигнол. Росигнол был связан пароходным сообщением с городом Новый Амстердам. В 1854 году дорогу продлили до города Бельфельд, в 1864 году до Махаика. Общая протяжённость этой дороги составила 97,4 км.
Вторая линия протяжённостью 29,8 км была проложена вдоль западного побережья в 1899 году, продлена в 1914 году.

## Железнодорожные связи со смежными странами
- Венесуэла — нет, одинаковая ширина колеи 1435 мм.
- Бразилия — нет, изменение ширины колеи с 1435 мм, на 1000 мм.
- Суринам — нет, одинаковая ширина колеи 1435 мм.